# Оперативна група

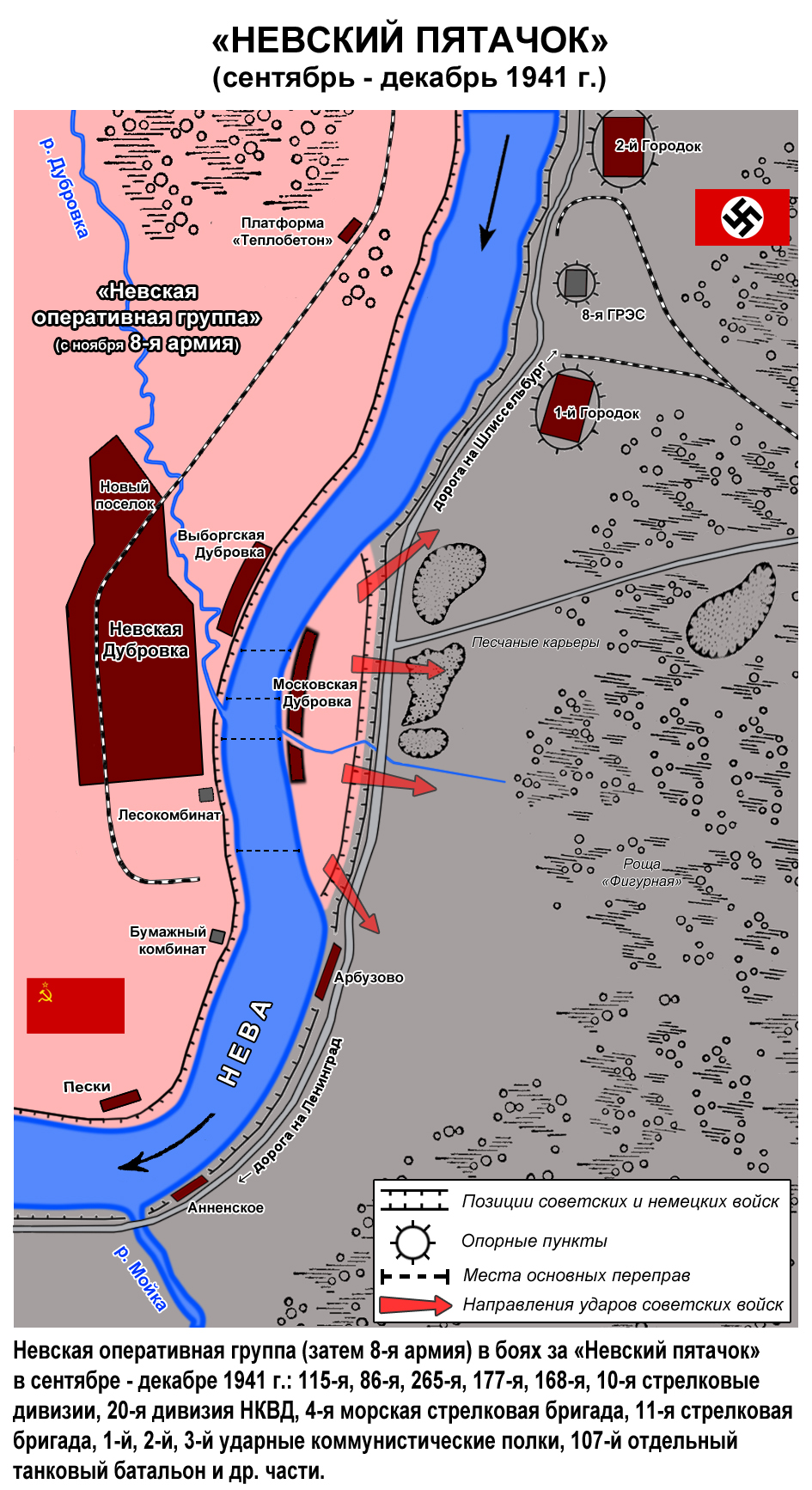
Невська оперативна група радянських військ на Невському п'ятачку в блокадному Ленінграді

Оперативна група  — тимчасове оперативне (оперативно-стратегічне) об'єднання збройних сил, що складається із з'єднань одного або декількох родів військ (іноді різних видів збройних сил), створюване для виконання окремих оперативних завдань самостійно або у складі вищого військового формування (фронту, групи армій) для дії на оперативному напрямку або ділянці.
За часів Другої світової війни оперативні групи створювалися у складі практично усіх воюючих сторін, їх склад був різнорідний й залежав від характеру завдання, яке покладалося на це тимчасове об'єднання військ, та загальної оперативної обстановки. Зазвичай оперативна група утворювалася для виконання у взаємодії з іншими об'єднаннями завдання операції в рамках однієї наступальної (оборонної) операції. Необхідність створення оперативної групи частіше всього виникала при веденні бойових дій на широкому фронті або на важкодоступній місцевості, коли за умовами управління військами, що діяли на різних віддалених напрямках, було ускладнене. Для керівництва бойовими діями військ, що входили до складу оперативної групи, призначався командувач (командир, начальник). У ролі органу управління оперативною групою використовувався один зі штабів об'єднання (з'єднання), що входили до її складу.
На деяких фронтах тимчасові угруповання військ подібного складу іменувалися армійськими. Вони вели наступальні дії, обороняли окремі операційні напрями або прикривали проміжки між арміями та фронтами. Армійським групам призначалися смуги дій, в оперативному відношенні вони підпорядковувалися фронту. У військах Вермахту армійські групи часто створювалися для ведення наступальних дій на напрямах головних ударів. До їх складу нерідка виділялася велика частина сил групи армій.
Іноді терміном оперативна група у військовій справі іменують групу офіцерів із засобами зв'язку, що направляється штабом об'єднання (з'єднання) для керівництва діяльністю військ, котрі виконують яку-небудь часткову задачу у відриві від основних сил (під час перегрупування, зосередження у новому районі, веденні бойових дій на віддаленій дільниці фронту тощо), а також до штабів сусідніх об'єднань (з'єднань) для організації та підтримання з ними зв'язку й взаємодії при сумісному виконанні завдань операції. Склад та оснащення оперативної групи залежить від її призначення й характеру задачі, що виконується.